# 멘카르
고래자리 알파(α Cet) 또는 공식 명칭 멘카르(Menkar)는 고래자리에서 두 번째로 밝은 항성이다. 알파는 지구에서 약 250 광년 떨어져 있으며 표면 온도는 낮으나 광도가 높은 적색거성이다.

## 명칭
고래자리 알파 Alpha Ceti는 이 항성의 바이어 명명법이다. 알파의 고유 명칭은 멘카르 Menkar  또는 멘카브 Menkab 가 있으며 둘 중 전자는 아랍어 단어 منخر (만하르)에서 온 이름으로 그 뜻은 (고래의) ‘숨구멍’이다. 2016년 국제천문연맹은 항성들의 고유명칭을 목록화 및 표준화할 목적으로 항성명칭 워킹그룹(WGSN)을 조직했다. WGSN은 2016년 7월 최초 고시에서 멘카르 Menkar를 이 별의 고유명칭으로 공식 부여했다.
고래자리 알파는 고래자리 감마(카팔지드마), 고래자리 델타, 고래자리 뮤, 고래자리 크시1, 고래자리 크시2와 함께 ‘알 카프 알 지드마’(팔 하나의 일부분)로 불렸다.
중화권에서 이 별은 고래자리 카파1, 고래자리 람다, 고래자리 뮤, 고래자리 크시1, 고래자리 크시2, 고래자리 누, 고래자리 감마, 고래자리 델타, 고래자리 75, 고래자리 70, 고래자리 63, 고래자리 66과 함께 천균(天囷)을 구성한다. 이들 중 알파별 하나만을 부르는 명칭은 천균1(天囷一)이다.

## 구조
바이어 명칭으로 알파별 칭호를 받았음에도 불구하고 이 별의 겉보기등급은 2.54로 고래자리 영역에서 가장 밝은 별은 아니다. 가장 밝은 별의 영예는 2.04 등급의 고래자리 베타가 차지하고 있다. 멘카르는 분광형 M1.5 IIIa의 적색거성이다. 질량은 태양의 두 배가 넘으며 거성인만큼 반지름은 태양의 약 89 배까지 확장되어 있다. 항성 광구의 표면온도는 3795 켈빈에 불과하나(태양은 5778 켈빈임) 부피가 크게 늘어나 있기 때문에 태양의 약 1455 배에 해당되는 에너지를 발산하고 있다. 상대적으로 낮은 온도 때문에 멘카르는 M형 별의 특징인 붉은 색을 띠고 있다.
멘카르는 중심핵에 있는 수소를 소진하여 주계열을 떠나 진화한 상태이다. 여기에 중심핵에 있던 헬륨 역시 고갈시켜 점근거성가지 항성이 되었으며 아마도 미라같이 극도로 불안정한 항성이 될 것 같고 이후 외곽층들을 날려버리면서 행성상성운을 형성하고 상대적으로 큰 백색왜성 잔해를 남길 것이다. 멘카르의 밝기는 변화를 일으켜 왔으나 그 진폭은 대략 100분의 1 등급 수준에 불과하다.

## 명칭 차용
USS 멘카르 (AK-123)는 미국 해군의 크레이터급 화물선이었으며 명칭은 이 별에서 땄다.